# وانگ چین-یو
وانگ چین-یو (انگلیسی: Wang Chin-yu) یک تکواندوکار تایوانی است. وی در مسابقات قهرمانی تکواندو جهان ۱۹۸۷، پس از شکست در برابر مندی دو جونگ در بازی نهایی، مدال نقره را در میان وزن به دست آورد. وی در مسابقات تکواندوی قهرمانی آسیا در سال ۱۹۸۶ در داروین استرالیا مدال برنز را از آن خود کرد.